# Guerre civile paraguayenne
 (mai 2015).
Si vous disposez d'ouvrages ou d'articles de référence ou si vous connaissez des sites web de qualité traitant du thème abordé ici, merci de compléter l'article en donnant les références utiles à sa vérifiabilité et en les liant à la section « Notes et références ».
La guerre civile paraguayenne (parfois appelée seconde guerre civile paraguayenne) est un conflit qui s'est déroulé entre mars et août 1947.
En 1940, le chef de l'état Higinio Morínigo suspend la constitution et interdit les partis politiques. Très vite, une résistance se manifeste sous la forme de grèves générales et de manifestations d'étudiants. En 1946, Morínigo légalise les activités politiques et forme un gouvernement avec le parti révolutionnaire fébrériste et l'association nationale républicaine. Les fébréristes quittent la coalition le 11 janvier 1947, soupçonnant Morínigo de favoriser les républicains.
Les fébréristes font alors cause commune avec le parti libéral et le parti communiste. Rafael Franco entame une rébellion qui se transforme vite en guerre civile avec les forces armées paraguayennes. L'Argentine, sous le gouvernement de Juan Perón, apporte son soutien au gouvernement. Le 27 avril, la marine, ayant rejoint les rebelles, tentent d'envahir Asuncion mais sont immédiatement repoussés par la division d'artillerie de Paraguari, dirigée par Alfredo Stroessner.
Le gouvernement reprend le contrôle du pays et vainc les rebelles en août 1947. Un tiers de la population avait alors quitté le pays.